# Kim Joo-sung
Kim Joo-sung (en coreano: 김주성; nacido el 17 de enero de 1966 en Yangyang, Gangwon) es un exfutbolista surcoreano. Si bien jugaba tradicionalmente de centrocampista, al final de su carrera lo hizo como defensa, y su último club fue el Busan Daewoo Royals de Corea del Sur.
Kim es considerado uno de los mejores futbolistas asiáticos del siglo XX. Fue nominado al Jugador del Siglo de Asia de la IFFHS, donde finalizó en segundo lugar. Era apodado Yasaengma (en hangul: 야생마, literalmente Caballo Salvaje) por su ritmo y su larga melena de cabello rizado, por lo que también fue conocido como Sansón de Asia.
Normalmente en posición de extremo, Kim era capaz de jugar como centrocampista ofensivo, aunque después lo hiciera como líbero como consecuencia de una lesión de rodilla. Desarrolló su carrera en la Universidad Chosun y Daewoo Royals, ambos de Corea del Sur, y más tarde en la Bundesliga alemana en VfL Bochum. Además, fue internacional absoluto por la Selección de fútbol de Corea del Sur y disputó tres ediciones de la Copa Mundial de la FIFA, en 1986, 1990 y 1994, como así también en los Juegos Olímpicos de Verano de 1988.

## Carrera
Kim formó parte de Corea del Sur en la Copa Mundial de la FIFA 1986, pero los surcoreanos fueron eliminados en la fase de grupos. También fue convocado para la selección nacional en los Juegos Asiáticos de 1986 y ganó la medalla de oro en el torneo. En 1987, se unió a Daewoo Royals, donde obtuvo la K League 1987 y fue nombrado Jugador Joven del Año.
Al año siguiente, Kim participó en la Copa Asiática 1988 y llevó a Corea del Sur a la final. En la misma, perdieron contra Arabia Saudita en la tanda de penales, aunque fue nombrado Jugador Más Valioso del torneo. Posteriormente, lideró a su combinado en las eliminatorias para la Copa Mundial de la FIFA 1990 y fue premiado como el Jugador Más Destacado de la clasificación, pero mostró un pobre desempeño en el certamen mundialista y no pudo evitar las tres derrotas del equipo. Redimió su fracaso en la Copa del Mundo al ganar la Copa Dinastía 1990. Fue elegido Futbolista Asiático del Año durante tres años consecutivos, desde 1989 a 1991.
En junio de 1992, Kim fue cedido al VfL Bochum, club de la Bundesliga. Bochum descendió a la 2. Bundesliga después de la temporada 1992-93, pero regresó a Primera División sólo un año después, al obtener la 2. Bundesliga 1993-94. Sin embargo, regresó a Daewoo Royals debido a que no pudo extender el préstamo con el equipo alemán. Luego de la Copa Mundial de la FIFA 1994, cambió su posición de juego a líbero porque se agravó la condición de su rodilla. Daewoo Royals ganó la K League 1997 con esta modificación exitosa y fue nombrado Jugador Más Valioso de la K League. En 1999, Kim anunció su retiro del fútbol, y su uniforme también número 16 fue retirado por Daewoo.
En septiembre de 2003 asistió a un curso de maestría en gestión deportiva en la Universidad de Montfort, Leicester, hasta febrero de 2004, cuando sus estudios lo llevaron a Suiza. Durante su estadía en Leicester, vivió en el departamento B.0 Bede Hall, una gran residencia junto al río Soar.

## Trayectoria

### Clubes como futbolista
| Club                  | País          | Año         |
| --------------------- | ------------- | ----------- |
| Busan Daewoo Royals   | Corea del Sur | 1987 - 1999 |
| VfL Bochum (préstamo) | Alemania      | 1992 - 1994 |

### Selección nacional como futbolista
| Selección   | Año         |
| ----------- | ----------- |
| Sub-20      | 1984        |
| Selección B | 1984 - 1985 |
| Absoluta    | 1985 - 1996 |

### Clubes como entrenador
| Club                     | País          | Año  |
| ------------------------ | ------------- | ---- |
| Busan I'Cons (asistente) | Corea del Sur | 2000 |

## Estadísticas

### Clubes
| Club                  | Año           | Liga          | Liga  | Liga  | Copa Nacional | Copa Nacional | Copa de la Liga | Copa de la Liga | Total | Total |
| Club                  | Año           | División      | Part. | Goles | Part.         | Goles         | Part.           | Goles           | Part. | Goles |
| --------------------- | ------------- | ------------- | ----- | ----- | ------------- | ------------- | --------------- | --------------- | ----- | ----- |
| Daewoo Royals         | 1987          | K League      | 28    | 10    | ?             | ?             | —               | —               | 28    | 10    |
| Daewoo Royals         | 1988          | K League      | 10    | 3     | ?             | ?             | —               | —               | 10    | 3     |
| Daewoo Royals         | 1989          | K League      | 8     | 2     | ?             | ?             | —               | —               | 8     | 2     |
| Daewoo Royals         | 1990          | K League      | 9     | 2     | —             | —             | —               | —               | 9     | 2     |
| Daewoo Royals         | 1991          | K League      | 37    | 14    | —             | —             | —               | —               | 37    | 14    |
| Daewoo Royals         | 1992          | K League      | 8     | 0     | —             | —             | 1               | 0               | 9     | 0     |
| Daewoo Royals         | 1994          | K League      | 3     | 0     | —             | —             | 0               | 0               | 3     | 0     |
| Daewoo Royals         | 1995          | K League      | 25    | 1     | —             | —             | 5               | 1               | 30    | 2     |
| Daewoo Royals         | 1996          | K League      | 20    | 2     | ?             | ?             | 6               | 0               | 26    | 2     |
| Daewoo Royals         | 1997          | K League      | 16    | 0     | ?             | ?             | 18              | 0               | 34    | 0     |
| Daewoo Royals         | 1998          | K League      | 13    | 0     | ?             | ?             | 15              | 0               | 28    | 0     |
| Daewoo Royals         | 1999          | K League      | 26    | 0     | ?             | ?             | 7               | 0               | 33    | 0     |
| Daewoo Royals         | Total         | Total         | 203   | 34    | ?             | ?             | 52              | 1               | 255   | 35    |
| VfL Bochum (préstamo) | 1992–93       | Bundesliga    | 13    | 0     | 0             | 0             | —               | —               | 13    | 0     |
| VfL Bochum (préstamo) | 1993–94       | 2. Bundesliga | 21    | 4     | 1             | 0             | —               | —               | 22    | 4     |
| VfL Bochum (préstamo) | Total         | Total         | 34    | 4     | 1             | 0             | 0               | 0               | 35    | 4     |
| Total carrera         | Total carrera | Total carrera | 237   | 38    | 1             | 0             | 52              | 1               | 290   | 39    |

1. 1 2 3  Aparición(es) en el Campeonato Nacional de Corea
2. 1 2 3 4  Aparición(es) en la Korean FA Cup

### Selección nacional
Fuente:
| Selección de Corea del Sur | Selección de Corea del Sur | Selección de Corea del Sur |
| Año                        | Part.                      | Goles                      |
| -------------------------- | -------------------------- | -------------------------- |
| 1985                       | 8                          | 3                          |
| 1986                       | 10                         | 1                          |
| 1987                       | 4                          | 1                          |
| 1988                       | 7                          | 2                          |
| 1989                       | 8                          | 1                          |
| 1990                       | 18                         | 4                          |
| 1991                       | 5                          | 1                          |
| 1992                       | 0                          | 0                          |
| 1993                       | 4                          | 0                          |
| 1994                       | 5                          | 1                          |
| 1995                       | 1                          | 0                          |
| 1996                       | 6                          | 0                          |
| Total                      | 76                         | 14                         |

#### Goles internacionales
| #  | Fecha                    | Lugar                                                       | Oponente        | Gol | Resultado | Competición                                |
| -- | ------------------------ | ----------------------------------------------------------- | --------------- | --- | --------- | ------------------------------------------ |
| 1  | 21 de julio de 1985      | Estadio Olímpico de Seúl, Seúl, Corea del Sur               | Indonesia       | 2-0 | 2–0       | Clasificación para la Copa Mundial de 1986 |
| 2  | 30 de julio de 1985      | Estadio Gelora Bung Karno, Yakarta, Indonesia               | Indonesia       | 4-0 | 4–1       | Clasificación para la Copa Mundial de 1986 |
| 3  | 3 de diciembre de 1985   | Los Ángeles Memorial Coliseum, Los Ángeles, Estados Unidos  | México          | 1-0 | 1–2       | Amistoso                                   |
| 4  | 28 de septiembre de 1986 | Estadio Gudeok de Busan, Busan, Corea del Sur               | China           | 2-1 | 4–2       | Juegos Asiáticos de 1986                   |
| 5  | 14 de junio de 1987      | Estadio Daejeon Hanbat, Daejeon, Corea del Sur              | Tailandia       | 3-0 | 4–2       | Copa del Presidente 1987                   |
| 6  | 6 de diciembre de 1988   | Estadio Suheim bin Hamad, Doha, Catar                       | Japón           | 2-0 | 2–0       | Copa Asiática 1988                         |
| 7  | 9 de diciembre de 1988   | Estadio Suheim bin Hamad, Doha, Catar                       | Catar           | 2-0 | 3–2       | Copa Asiática 1988                         |
| 8  | 20 de octubre de 1989    | Estadio Nacional de Singapur, Singapur                      | China           | 1-0 | 1–0       | Clasificación para la Copa Mundial de 1990 |
| 9  | 28 de julio de 1990      | Estadio de los Trabajadores, Pekín, China                   | Japón           | 2-0 | 2–0       | Copa Dinastía 1990                         |
| 10 | 23 de septiembre de 1990 | Estadio Xiannongtan, Pekín, China                           | Singapur        | 2-0 | 7–0       | Juegos Asiáticos de 1990                   |
| 11 | 23 de septiembre de 1990 | Estadio Xiannongtan, Pekín, China                           | Singapur        | 5-0 | 7–0       | Juegos Asiáticos de 1990                   |
| 12 | 11 de octubre de 1990    | Estadio Rungrado Primero de Mayo, Pionyang, Corea del Norte | Corea del Norte | 1-0 | 1–2       | Amistoso                                   |
| 13 | 9 de junio de 1991       | Estadio Daejeon Hanbat, Seúl, Corea del Sur                 | Indonesia       | 2-0 | 3–0       | Copa del Presidente 1991                   |
| 14 | 11 de junio de 1994      | Estadio Duncanville, Duncanville, Estados Unidos            | Honduras        | 3-0 | 3–0       | Amistoso                                   |

#### Participaciones en fases finales
| Torneo                         | Sede           | Resultado        | Partidos | Goles |
| ------------------------------ | -------------- | ---------------- | -------- | ----- |
| Copa Mundial de Fútbol de 1986 | México         | Primera fase     | 3        | 0     |
| Juegos Asiáticos de 1986       | Seúl           | Campeón          | 0        | 0     |
| Juegos Olímpicos de 1988       | Seúl           | Primera fase     | 3        | 0     |
| Copa Asiática 1988             | Catar          | Subcampeón       | 5        | 2     |
| Copa Mundial de Fútbol de 1990 | Italia         | Primera fase     | 3        | 0     |
| Juegos Asiáticos de 1990       | Pekín          | Tercer puesto    | 0        | 0     |
| Copa Mundial de Fútbol de 1994 | Estados Unidos | Primera fase     | 3        | 0     |
| Copa Asiática 1996             | EAU            | Cuartos de final | 4        | 0     |

## Palmarés

### Títulos nacionales
| Título                       | Club                | País          | Año   |
| ---------------------------- | ------------------- | ------------- | ----- |
| K League 1                   | Daewoo Royals       | Corea del Sur | 1987  |
| Campeonato Nacional de Corea | Daewoo Royals       | Corea del Sur | 1989  |
| K League 1                   | Daewoo Royals       | Corea del Sur | 1991  |
| 2. Bundesliga                | VfL Bochum          | Alemania      | 1994  |
| K League 1                   | Busan Daewoo Royals | Corea del Sur | 1997  |
| Copa de la Liga de Corea     | Busan Daewoo Royals | Corea del Sur | 1997  |
| Copa de la Liga de Corea     | Busan Daewoo Royals | Corea del Sur | 1997+ |
| Copa de la Liga de Corea     | Busan Daewoo Royals | Corea del Sur | 1998+ |

### Títulos internacionales
| Título           | Club (*)      | Sede  | Año  |
| ---------------- | ------------- | ----- | ---- |
| Juegos Asiáticos | Corea del Sur | Seúl  | 1986 |
| Copa Dinastía    | Corea del Sur | Pekín | 1990 |

(*) Incluyendo la Selección

### Distinciones individuales
| Distinción                                                                      | Año  |
| ------------------------------------------------------------------------------- | ---- |
| Korean Football Best XI                                                         | 1985 |
| Korean Football Best XI                                                         | 1986 |
| Korean Football Best XI                                                         | 1987 |
| Novato del Año de la K League                                                   | 1987 |
| K League 1 Best XI                                                              | 1987 |
| Korean Football Best XI                                                         | 1988 |
| Jugador Más Valioso de la Copa Asiática                                         | 1988 |
| Equipo del Torneo de la Copa Asiática                                           | 1988 |
| Mejor XI del Campeonato Nacional de Corea                                       | 1988 |
| Futbolista Asiático del Año                                                     | 1989 |
| Jugador Más Destacado de las Eliminatorias para la Copa Mundial de Fútbol (AFC) | 1990 |
| Jugador Más Valioso de la Copa Dinastía                                         | 1990 |
| Futbolista Asiático del Año                                                     | 1990 |
| K League 1 Best XI                                                              | 1991 |
| Futbolista Asiático del Año                                                     | 1991 |
| World XI                                                                        | 1991 |
| K League 1 Best XI                                                              | 1996 |
| K League 1 Best XI                                                              | 1997 |
| Jugador Más Valioso de la K League 1                                            | 1997 |
| Equipo Asiático/Oceánico del siglo XX                                           | 1998 |
| K League 1 Best XI                                                              | 1999 |
| Jugador del Siglo de Asia de la IFFHS (2.º lugar)                               | 1999 |
| Equipo masculino de Asia del siglo XX de la IFFHS                               | 2000 |
| K League 30th Anniversary Best XI                                               | 2013 |
| Experts' All-time XI de la Copa Asiática                                        | 2018 |